# ثجير

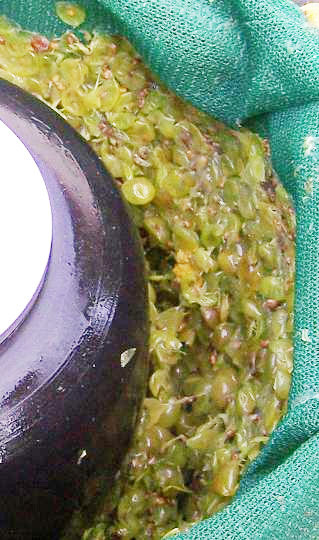
ثجير العنب.

الثَجير (بالإنجليزية: Pomace)‏ هو الثفل أو البقايا الصلبة من العنب أو الزيتون أو أي ثمرة أخرى بعد عصرها للحصول على عصير أو زيت. يحتوي الثجير على قشور ولب وبذور وسيقان الفاكهة.